# 近代法
近代法（きんだいほう）とは法学用語の一つ。西洋において19世紀までに確立した市民社会においての法のことを言う。これの特徴としては契約の自由や私有財産の保障などが存在する。政治的な個人主義や自由主義や民主主義を基として法の秩序が構成されていった。憲法においては平等や基本的人権や権力分立が示され、私法においては自治や所有権や契約自由や責任原則が示された。